# Asestra
Asestra là một chi bướm đêm thuộc họ Geometridae.